# بلدة تشيستر (مقاطعة أوتاوا)
تشيستر، مقاطعة أوتاوا (بالإنجليزية: Chester Township, Ottawa County, Michigan)‏ هي بلدة تقع بولاية ميشيغان في الولايات المتحدة. تبلغ مساحتها 92.9 (كم²)، وترتفع عن سطح البحر 220 م، بلغ عدد سكانها 2315 نسمة في عام تعداد الولايات المتحدة 2000 حسب إحصاء مكتب تعداد الولايات المتحدة وتصل الكثافة السكانية فيها 25 نسمة/كم2.

## وصلات خارجية
- http://www.chester-twp.org
- The US50 - Cities and Towns in Michigan State
- Michigan Cities and Towns, Facts, Map, Flag, Colleges, Government, and More